# Produktionsteil-Abnahmeverfahren
Das Produktionsteil-Abnahmeverfahren (auch Produktionsteil-Freigabeverfahren, englisch Production Part Approval Process; PPAP) ist ein Verfahren aus der durch die IATF 16949 abgelösten QS 9000, bei dem Serienteile zur Sicherstellung der Qualität bemustert werden.
Der VDA Qualitätsmanagement-Center (QMC) spezifiziert für Sicherung der Qualität von Lieferungen das sog. Produktionsprozess- und Produktfreigabe (PPF) Verfahren, welches dem PPAP ähnlich ist. Zusammen mit weiteren Qualitätsverfahren wie APQP, FMEA, MSA und SPC bildet PPF bzw. PPAP das System der sogenannten Automotive Core Tools (ACT).
Diese Vorgehensweise stammt aus der Automobilindustrie und wird dort seit Jahren erfolgreich umgesetzt. Die Qualität gilt als sichergestellt, wenn die Teile aus den Serienwerkzeugen bzw. Serienprozessen den Zeichnungen entsprechen. Neben den zur Überprüfung gelieferten Teilen stellt die Bemusterung (englisch part submission warrant; PSW) ein zentrales Element für den Bemusterungsprozess dar. In ihm sind alle wichtigen Informationen zu Anforderungen und Tests zusammengefasst und dokumentiert.
Das genaue Vorgehen zum Beispiel bei der Bestellung der Teile und auch der Lieferung kann sich von Unternehmen zu Unternehmen stark unterscheiden. Gleiches gilt auch für den Zeitpunkt der Bemusterung. So werden sicherheitskritische Teile schon lange vor Serienanlauf bemustert, während andere Teile erst unmittelbar vor Produktionsstart zur Bemusterung gelangen. Allen Bemusterungen ist allerdings eines gemein: Die Einteilung nach 5 verschiedenen Ebenen der Bemusterung.

## Stand der Technik
- PPF: 2020, 6. und überarbeitete Auflage[4]
- PPAP: Stand 2006, Version 4 (AIAG PPAP-4:2006)[5]

## Ebenen der  Bemusterung
- Ebene 1: Nur die Teilevorlagebestätigung (PSW) wird dem Kunden vorgelegt;
- Ebene 2: Teilevorlagebestätigung (PSW) mit Musterteilen und eingeschränkte unterstützende Daten werden dem Kunden vorgelegt;
- Ebene 3: Teilevorlagebestätigung (PSW) mit Musterteilen und umfassende unterstützende Daten werden dem Kunden vorgelegt;
- Ebene 4: Teilevorlagebestätigung (PSW) und andere Forderungen, wie sie vom Kunden festgelegt wurden;
- Ebene 5: Teilevorlagebestätigung (PSW) mit Musterteilen und vollständige unterstützende Daten stehen am Produktionsstandort des Lieferanten für eine Bewertung zur Verfügung;

Bei der Bemusterung werden dann verschiedene Stadien festgelegt, die eine Aussage darüber geben, ob die Teile den Forderungen entsprechen, nachgearbeitet werden müssen oder sogar ganz neu angefordert werden müssen. Diese Stadien werden aber wieder ganz individuell je nach Unternehmen festgelegt.
Grundsätzlich gibt es aber beim Produktionsteil-Abnahmeverfahren einige wesentliche Forderungen, die für alle Unternehmen gelten. Dazu zählt ein repräsentativer Produktionslauf. Dieser Produktionslauf muss bei der Automotive Industry Action Group (AIAG) eine bis acht Stunden umfassen und eine spezifische Produktionsmenge von mindestens 300 aufeinander folgenden Teilen umfassen.

## Forderungen an verfahrenstechnische Produkte
Außerdem sind in der Checkliste „Forderungen an verfahrenstechnische Produkte“ (englisch Bulk Material Requirements Checklist) noch weitere 19 Forderungen beschrieben:
1. Designaufzeichnungen (englisch Design Records): Es muss eine Zeichnung vom Auftraggeber oder dem Kunden erstellt und innerhalb des PPAP vorgehalten werden.
2. Dokumente über technische Änderungen (englisch Engineering Change Documents): Alle Änderungen an dem zertifizierten Teil müssen dokumentiert sein.
3. Technische Freigabe (englisch Customer Engineering Approval): Vorab müssen Musterteile zur Verfügung gestellt werden, mit denen der Kunde erste Tests durchführen kann. Dies erfolgt vor der Erstellung der PPAP.
4. Konstruktions-Fehlermöglichkeits- und -einflussanalyse (englisch Design Failure Mode and Effects Analysis; D-FMEA): Alle kritischen und fehleranfälligen Schritte der Konstruktion müssen dokumentiert und diese Information zwischen Zulieferer und Auftraggeber kommuniziert werden. Dies ist manchmal kritisch, wenn der Zulieferer die Konstruktion übernimmt, da er ungern auf Schwachstellen seiner Konstruktion hinweisen möchte.
5. Prozessflussdiagramme (auch: Prozess-Ablauf-Plan, PAP; englisch Process Flow Diagrams): Die Reihenfolge der Herstellung inkl. Zufluss aller verwendeten Materialien muss in einem Prozessflussdiagramm dargestellt sein.
6. Prozess-Fehlermöglichkeits- und Einfluss-Analyse (englisch Process Failure Mode and Effects Analysis; P-FMEA): Alle kritischen und fehleranfälligen Herstellungsschritte müssen dokumentiert und zwischen Zulieferer und Auftraggeber geteilt werden.
7. Steuerungs- (Prüf-)plan (englisch Control Plan): Aus dem P-FMEA ergibt sich der Steuerungsplan, der festlegt, wie die benannten kritischen Herstellungsschritte in der Wareneingangskontrolle oder vor der Montage geprüft werden können.
8. Analyse von Messsystemen (englisch Measurement System Analysis Studies): Es wird festgeschrieben, mit welchen Messsystemen die kritischen und einflussreichen Herstellungsschritte kontrolliert werden und wieweit diese einer Kalibrierung unterliegen.
9. Messergebnisse (englisch Dimensional Results): In einer Liste werden alle Produktcharakteristika, Spezifikationen, Messergebnisse und das zusammenfassende Ergebnis, ob „OK“ oder „Nicht OK“, vermerkt.
10. Material- und Leistungstests (englisch Records of Material, Performance Test Results): Alle verwendeten Materialien inkl. deren Zertifikate werden hier zusammengefasst und der Anforderung aus der Konstruktion gegenübergestellt. Außerdem sind alle Tests, die für das Teil durchgeführt werden, zusammenzufassen und zu dokumentieren. Dies beinhaltet sowohl die Art des Tests als auch deren Ergebnis. Die Ergebnisse werden durch das Qualitätsmanagement des Zulieferers z. B. durch eine Unterschrift, bestätigt.
11. Erstmusterprüfbericht (englisch Initial Sample Inspection Report): Es werden Rohmaterialproben angelegt, bevor ein Musterteil daraus gefertigt wird.
12. Untersuchungen zur Kurzzeitfähigkeit der Prozesse (englisch Initial Process Studies): Der Schritt zeigt die statistische Prozesskontrolle, in der die kritischsten Schritte empirisch betrachtet werden. Dies dient dazu nachzuweisen, dass kritische Herstellungsschritte stabil fehlerfrei und mit gewünschtem Ergebnis laufen.
13. Dokumentation eines qualifizierten Laboratoriums (englisch Qualified Laboratory Documentation): Alle Zertifikate des Testlabors, das die unter Schritt 10 durchgeführten Tests durchführt, werden hier benannt.
14. Bericht zur Freigabe des Aussehens (englisch Appearance Approval Report; AAI): Der AAI-Bericht wird vom Zulieferer unterschrieben. Dies gilt nur für Teile, für die nur das Erscheinungsbild entscheidend ist.
15. Muster-Serienteile (englisch Sample Production Parts): Es wird ein Musterserienteil produziert, das per Bild festgehalten wird. Außerdem wird im PPAP festgehalten, wo das Muster verbleibt (Lieferant oder Kunde).
16. Referenzmuster (englisch Master Sample): Das Muster wird vom Kunden und Lieferanten unterschrieben und kann zum Training neuer Mitarbeiter als visueller Abgleich dienen.
17. Spezifische Prüfmittel (englisch Checking Aids): Wenn für den Abgleich spezielle Werkzeuge nötig sind, werden diese ebenfalls per Foto aufgenommen sowie deren Abmessungen notiert.
18. Kundenspezifische Forderungen (englisch Customer Specific Requirements): Jeder Kunde hat besondere Anforderungen, die in diesem Abschnitt aufgenommen werden. Manchmal gibt es feste Forderungen innerhalb bestimmter Regionen oder Branchen. Sonst können aber auch individuelle Anforderungen hier aufgeführt werden.
19. Teilevorlagebestätigung (englisch Part Submission Warrant): Abschließend wird die PPAP zusammengefasst und festgelegt, wann diese zur Wiedervorlage kommt. Dies kann in einem festen zeitlichen Intervall sein oder nur im Falle einer Änderung nötig werden.

Diese Checkliste gehört seit der Revision 4 nicht mehr zu den Forderungen. Sie wird im Anhang F der PPAP-Vorschrift aufgeführt.

### Fachartikel oder Kapitel
- Jigar A. Doshi, Darshak Desai: Overview of Automotive Core Tools: Applications and Benefits. In: Journal of The Institution of Engineers (India): Series C. Band 98, Nr. 4, August 2017, S. 515–526, doi:10.1007/s40032-016-0288-z (englisch).
- Holger Brüggemann, Peik Bremer: QM im Produktrealisierungsprozess. In: Grundlagen Qualitätsmanagement. Springer Fachmedien Wiesbaden, Wiesbaden 2020, ISBN 978-3-658-28779-5, S. 151–168, doi:10.1007/978-3-658-28780-1_6.
- Philipp Kranabitl, Matthias Bajzek, Martin Atzwanger, Dorith Schenk, Hannes Hick: Automotive Powertrain Development Process. In: Hannes Hick, Klaus Küpper, Helfried Sorger (Hrsg.): Systems Engineering for Automotive Powertrain Development (= Powertrain). Springer International Publishing, Cham 2021, ISBN 978-3-319-99628-8, S. 383–402, doi:10.1007/978-3-319-99629-5_25 (englisch).

### Fachbücher
- Kim H. Pries, Jon M. Quigley: Project Management of Complex and Embedded Systems. Auerbach Publications, 2008, ISBN 978-0-429-11624-7, doi:10.1201/9781420072068 (englisch). (Appendix A - The 18 PPAP Documents)
- Qualitätsmanagement in der Automobilindustrie (Band 02). 6. Auflage. VDA QMC, 2020 (vda.de).